# 首相
首相（しゅしょう、英: Prime minister（プライム・ミニスター））とは、内閣における首席の大臣を指す。
日本においては内閣総理大臣、イギリスではPrime Minister、フランスではPremier ministre、ドイツではBundeskanzler（連邦首相）、ロシアではПредседатель Правительства（政府議長）、中華民国（台湾）では行政院長、中華人民共和国では国务院总理（国務院総理）、韓国では국무총리（国務総理）が、それぞれ首相に該当する。

## 「首相」の語源について
一部は「首相」以外の日本語訳が用いられることもあるが、それらの通称・普通名詞として「首相」という単語が使われている。単語の由来は首席宰相の略語とされている。
閣僚の首席の名称は各国においてそれぞれ異なり、日本の内閣の首相は、正式には「内閣総理大臣」（ないかくそうりだいじん）と呼ばれる。首相という呼称は日本の法体系に基づく正式な用語ではなく、法令上は一切使用されていない。一方、マスメディアなどでは内閣総理大臣を指す慣用的な呼称として定着している。
現在のベトナムでは、漢字語「首相」のベトナム語読みである「Thủ tướng」が首席閣僚の官名として用いられている。またかつての北朝鮮（朝鮮民主主義人民共和国）でも、首相の朝鮮語読み「수상（ラテン文字：susang）」が政府の長の官名として用いられていた。
類似した語に「宰相（さいしょう）」 があるが、これは秦の官制に由来する呼称で原意は「君主から特に親任されて王家（帝室）を司り、宮廷で国政を補佐する者」である。宰相が複数存在する体制においては、その中の首席宰相を略して「首相」と称する場合があるが（北宋の王安石など）、いずれにせよ近代以降の首相とは意味が違うものである。日本語においては明治以来、宰相もまた首相と同じく慣用的な呼称にすぎず、「首相」と「宰相」の区別はほとんどの場合、詩文的修飾の差異であり、大物政治家としての内閣総理大臣を表現する際に重みを出すために、あるいは「国政を司った（有能な）人物」という敬意を表現するために「宰相」と修飾的に呼ぶ程度の区別である。

## 地位と権限

### 首相の地位
国家には元首としての君主や大統領とは別に政府首班として首相を置くことがある。
首相任命権に関しては、国家元首や立法府が単独で行う場合のほか、その指名等を立法府や国家元首が承認する場合など様々な形態がある。スペイン1978年憲法や赤道ギニア1991年憲法などでは、議会選挙後に国家元首が議会多数派と協議して組閣担当者を指名し、その組閣担当者が組閣して議会から信任を受けたときに改めて国家元首が任命を行う組閣担当者方式（formateur）が採用されている。なお、首相職を国民から直接選出する首相公選制（後述）もありイスラエルで採用されていたことがある。
国家元首と内閣や首相との関係については、国家元首を内閣の一員とするか否か、国家元首が閣議を主宰するかなどでも違いがある。

### 首相の権限
議院内閣制の国では、首相は内閣を構成する閣僚への人事権を行使し、これによって閣僚に対する指揮権を掌握するケースが多い。大日本帝国憲法では首相の閣僚に対する人事権が明記されなかったため、国務大臣の筆頭という立場にとどまった（「内閣官制」も参照）。
執政権の行使については、国家元首に提案して国家元首名義の命令を発令できると定めている場合や首相名義の命令を発令できると定めている場合もあるが、立法府による事前承認または事後承認を要件にしている国が多い。
議会解散権については君主や大統領など国家元首に対して議会解散を提案・助言できるとする場合や、議会選挙後に組閣が不調に終わった場合や年度内に予算案を可決できなかった場合、不信任や弾劾を受けた場合に議会の解散権を認めている国がある。

## 政治制度の類型と首相
政治学では執政制度の類型について、政府の長の選出と解任の違いから、議院内閣制・自律内閣制・首相公選制・大統領制の4つの類型に分けることがある。
議院内閣制
議院内閣制では首相は議会多数派から選出され、解任も議会多数派により行いうる。議院内閣制の国家では、首相が政府の長である。近代の議院内閣制における史上最初の首相は、イギリスのハノーヴァー朝における第一大蔵卿のロバート・ウォルポールであるとされる。ハノーヴァー朝初代国王ジョージ1世はドイツ人だったため英語が全く読み書きできず、ウォルポールに内政外交全ての政策決定権を委託した。これが、国家元首である君主が「君臨すれども統治せず」という立憲君主制と議院内閣制による民主主義政治システムの構築の始まりとされる。
自律内閣制
スイスで採用されている自律内閣制では首相は議会多数派から選出されるが、任期期間中は解任できない制度になっている。スイスでは議会において各地域、各言語圏を代表する政党から内閣の構成員を選出し、内閣全体で等しく政策決定に責任を負っており、首相職も閣内での1年ごとの交代制である（内閣の任期は4年）。
首相公選制
首相公選制は有権者から直接首相を選出する制度。イスラエルで採用されていたことがあるが、議会多数派から選出されるわけではないため議会での支持基盤のない首相の誕生と多党分立が問題になり、議会で政策の支持を円滑に取り付けることが困難になったため廃止された。
大統領制
大統領制は有権者から大統領を選出する制度であるが、大統領制の下での内閣の役割は国により大きな違いがある。ドイツやイタリアのように大統領が形式的・象徴的存在にすぎず議会多数派から首相が選出される議院内閣制に近い形態の国と、韓国やアルゼンチンのように首相の選出や解任が大統領によって行われ大統領のスタッフとして機能している国がある。

## 各国の名称
首相の正式名称は各国で異なるが、それが首相に相当する官職であれば、日本語では一律に「首相」と呼ぶ慣習になっている。英語でも原語の官名に関わらず、「Prime Minister」と呼ぶのが通例である。例外的にドイツとオーストリアの首相は、ドイツ語の「Kanzler」を直訳し「Chancellor」と英訳されるほか、アイルランドの首相はアイルランド語の「Taoiseach」を英語でもそのまま用いる。
中国語では君主国のものにおいては「首相」、共和国のものは「总理」といった訳し分けが行われることが多い。
また日本語においては、外交文書や外国法令の日本語訳では、外国首相を「総理大臣」や「内閣総理大臣」と呼称することがある。

### 現在
※日本以外は五十音順
- 日本 - 内閣総理大臣
- アイルランド  - 首相（愛: Taoiseach）
- アフガニスタン  - 行政長官（英: Chief Executive Officer）
- アルゼンチン  - 内閣首席大臣 (西: Jefe de Gabinete de Ministros, 英: Chief of the Cabinet of Ministers）
- イギリス - グレートブリテンおよび北アイルランド連合王国首相（英: Prime Minister of the United Kingdom of Great Britain and Northern Ireland）
- イスラエル - 政府首班（ヘブライ語: רֹאשׁ הַמֶּמְשָׁלָה, Rosh HaMemshala）
- イタリア - 閣僚評議会議長（伊: Presidente del Consiglio dei Ministri）
- オーストラリア - 首相（英: Prime Minister of Australia）
- オーストリア - 連邦首相（独: Bundeskanzler)
- カナダ - 首相（英：Prime minister）
- キューバ - 首相 (西: Primer Ministro de Cuba)
- スウェーデン - 首相（典: Statsminister）
- スペイン - 政府首班（西: Presidente del Gobierno）
- タイ - 首相（泰: นายกรัฐมนตรีไทย)
- 大韓民国 - 国務総理（朝: 국무총리）
- 中華人民共和国 - 国務院総理（中: 国务院总理）
- 中華民国（台湾） - 行政院長
- 朝鮮民主主義人民共和国（北朝鮮）- 内閣総理（朝: 내각총리）
- ドイツ（旧西ドイツ時代含む） - 連邦首相（独: Bundeskanzler）
- ニュージーランド - 首相（英: Prime Minister of New Zealand）
- バチカン - 国務省長官 (羅: Cardinalis Secretarius Status)
- フランス 第五共和政 - 首相（仏：Premier ministre）
- ベトナム - 政府首相（越: Thủ tướng）
- マレーシア - 首相（マレー語: Perdana Menteri）
- ロシア - 連邦政府議長（露: Председатель Правительства, 英: Chairman of the Government）

### 過去
- 日本 - 太政大臣
- ドイツ - ドイツの首相参照
  -  ドイツ国（1871年 - 1945年） - ドイツ国首相（独: Reichskanzler）[注釈 3]
  -  ドイツ民主共和国（東ドイツ） - 閣僚評議会議長（独: Vorsitzende des Ministerrates）
- オーストリア - オーストリアの首相参照
  -  オーストリア帝国
    - 国家宰相（独: Staatskanzler）
    - 総理大臣（独: Ministerpräsident）
    - 閣僚会議議長（独: Vorsitzende der Ministerkonferenz）

  -  オーストリア＝ハンガリー帝国
    - 共通閣僚評議会議長（独: Vorsitzende des Ministerrates für Gemeinsame Angelegenheiten）
- フランス - フランスの首相参照
  -  フランス第三・第四共和制 - 閣僚評議会議長（仏: Président du conseil des ministres）
- 中国
  -  清 - 内閣総理大臣（中：內閣總理大臣）
  -  中華民国北京政府
    - 国務総理（中: 國務總理）
    - 政事堂国務卿（中: 政事堂國務卿）

  -  満洲国
    - 国務総理（中: 國務院總理）：1932年 - 1934年
    - 国務総理大臣（中: 國務總理大臣）
- 朝鮮
  -  大韓帝国
    - 総理大臣
    - 内閣総理大臣
    - 議政府議政大臣

  -  朝鮮人民共和国 - 国務総理
  -  朝鮮民主主義人民共和国（北朝鮮） 
    - 首相
    - 政務院総理
- ベトナム - ベトナムの首相参照
  -  - 内閣総長（越: Nội các Tổng trưởng)
  -  ベトナム民主共和国
    - 　政府主席(越: Chủ tịch Chính phủ）
    - 　政府首相(越: Thủ tướng Chính phủ)

  -  ベトナム社会主義共和国
    - 　閣僚評議会議長（越: 部長会同主席 Chủ tịch Hội đồng Bộ trưởng)
- ロシア
  -  ロシア帝国 - 大臣会議議長
- ソビエト連邦
  - 人民委員会議議長（露: Председатель Совета Народных Комиссаров）
  - 閣僚会議議長（露: Председатель Совета Министров）
  - 首相（露: Премьер-министра）

## 地方政府の首相
地方政府においても議院内閣制が採用され、地方議会がその首相を選出し、首相が内閣を組織して行政を行なう国もある。混同防止のために、当該国の中央政府の首相とは異なる官名となっていることが多い。日本語でも中央政府の首相と峻別するため首席大臣・第一大臣という訳語をあてることがある。
- インドの州首相： Chief Minister
- ネパールの州首相： Chief Minister
- パキスタンの州首相： Chief Minister
- フィリピンのバンサモロ自治地域の首相： Chief Minister
- イギリスの北アイルランド、ウェールズ、スコットランドの自治政府首相： First Minister
- オーストラリアの州首相： Premier
- オーストラリアの自治権のある特別地域の首相： Chief Minister
- カナダの州首相： 英:Premier　仏:Premier ministre
- ドイツの州首相： Ministerpräsident
- オーストリアの州首相：Landeshauptmann
- スイスの州首相：：RegierungspräsidentないしStaatsratspräsident
- スペインの自治州首相：Presidente de la Junta etc.（スペインでは自治州自体の名称がJunta, Gobierno, Comunidad, Generalitatなど地域により異なるため、地域に応じた名称となる）。
- 南アフリカ共和国の州首相：Premier